# Mella (département)
Pour les articles homonymes, voir Mella.
Le Mella était un ancien département de la république cisalpine, de la république italienne, puis du royaume d'Italie de 1797 à 1814. Il a été nommé d'après la rivière Mella (affluent du Pô), et avait pour chef-lieu Brescia.

## Histoire
Le département fut créé le 5 novembre 1797, à la suite de la création de la république cisalpine de Brescia. Celle-ci, alors dépendante de Venise, s'était proclamée république indépendante au printemps 1797 lors de l'avancée des troupes de Bonaparte en Italie